# Liste des monuments historiques de Vosselaar
Cette page regroupe l'ensemble des monuments classés de la ville belge de Vosselaar.
| Objet                                                                         | Statut du classement? | Année de construction/architecte | Section communale | Adresse                      | Coordonnées                      | Numéro d'inventaire | Illustration                       |
| ----------------------------------------------------------------------------- | --------------------- | -------------------------------- | ----------------- | ---------------------------- | -------------------------------- | ------------------- | ---------------------------------- |
| (nl) Arbeidershuisjes, 1888 J.L.V.                                            |                       |                                  | Vosselaar         | Breemsedijk 19               | 51° 18′ 25″ nord, 4° 53′ 39″ est | 12127               | Téléverser                         |
| (nl) Arbeidershuisjes, 1888 J.L.V.                                            |                       |                                  | Vosselaar         | Breemsedijk 21               | 51° 18′ 25″ nord, 4° 53′ 39″ est | 12127               | Téléverser                         |
| (nl) Arbeidershuisjes, 1888 J.L.V.                                            |                       |                                  | Vosselaar         | Breemsedijk 22               | 51° 18′ 25″ nord, 4° 53′ 39″ est | 12127               | Téléverser                         |
| (nl) Arbeidershuisjes, 1888 J.L.V.                                            |                       |                                  | Vosselaar         | Breemsedijk 23               | 51° 18′ 25″ nord, 4° 53′ 39″ est | 12127               | Téléverser                         |
| (nl) Arbeidershuisjes, 1888 J.L.V.                                            |                       |                                  | Vosselaar         | Breemsedijk 24               | 51° 18′ 25″ nord, 4° 53′ 39″ est | 12127               | Téléverser                         |
| (nl) Arbeidershuisjes, 1888 J.L.V.                                            |                       |                                  | Vosselaar         | Breemsedijk 25               | 51° 18′ 25″ nord, 4° 53′ 39″ est | 12127               | Téléverser                         |
| (nl) Arbeidershuisjes, 1888 J.L.V.                                            |                       |                                  | Vosselaar         | Breemsedijk 27               | 51° 18′ 25″ nord, 4° 53′ 39″ est | 12127               | Téléverser                         |
| (nl) Arbeidershuisjes, 1888 J.L.V.                                            |                       |                                  | Vosselaar         | Breemsedijk 50               | 51° 18′ 25″ nord, 4° 53′ 39″ est | 12127               | Téléverser                         |
| (nl) Villa des chenes, toegangspoorten, koetshuis                             |                       |                                  | Vosselaar         | Antwerpsesteenweg 1          | 51° 18′ 58″ nord, 4° 54′ 26″ est | 12374               | Téléverser                         |
| (nl) Villa den ouden Barreel                                                  |                       |                                  | Vosselaar         | Antwerpsesteenweg 16         | 51° 19′ 04″ nord, 4° 54′ 12″ est | 12375               | Téléverser                         |
| (nl) Huis                                                                     |                       |                                  | Vosselaar         | Antwerpsesteenweg 29         | 51° 18′ 58″ nord, 4° 53′ 59″ est | 12376               | Téléverser                         |
| (nl) Villa Bergenend, dubbelhuis 1933                                         |                       |                                  | Vosselaar         | Antwerpsesteenweg 63         | 51° 18′ 55″ nord, 4° 53′ 39″ est | 12377               | Téléverser                         |
| (nl) Villa Mimosa, enkelhuis                                                  |                       |                                  | Vosselaar         | Antwerpsesteenweg 67         | 51° 18′ 54″ nord, 4° 53′ 37″ est | 12378               | Téléverser                         |
| (nl) Woning Bluekens 1933 naar ontwerp van Van Steenbergen                    |                       |                                  | Vosselaar         | Antwerpsesteenweg 164        | 51° 18′ 51″ nord, 4° 52′ 53″ est | 12379               | Téléverser                         |
| (nl) Woning Hoppenbrouwers 1963 Vanhout-Schellekens                           |                       |                                  | Vosselaar         | Bergeneindsepad 8            | 51° 19′ 04″ nord, 4° 53′ 41″ est | 12380               | Téléverser                         |
| (nl) Lindenhoeve, hoeve                                                       |                       |                                  | Vosselaar         | Berkenmei 32                 | 51° 19′ 08″ nord, 4° 52′ 32″ est | 12381               | Téléverser                         |
| (nl) Dubbelhuis                                                               |                       |                                  | Vosselaar         | Bolk 1                       | 51° 18′ 43″ nord, 4° 53′ 16″ est | 12382               | Téléverser                         |
| (nl) Het bakhuis, hoeve                                                       |                       |                                  | Vosselaar         | Boskant 17                   | 51° 17′ 53″ nord, 4° 53′ 01″ est | 12383               | Téléverser                         |
| (nl) Gemeentehuis ca. 1913, eclectisch dubbelhuis                             | Oui                   |                                  | Vosselaar         | Cingel 1                     | 51° 18′ 46″ nord, 4° 53′ 19″ est | 12384               | Téléverser                         |
| (nl) Dubbelhuis ca. 1925-1926                                                 |                       |                                  | Vosselaar         | Cingel 2                     | 51° 18′ 46″ nord, 4° 53′ 18″ est | 12385               | Téléverser                         |
| (nl) Gemeentehuis en cultuurcentrum ca. 1968 naar ontwerp van P. Neefs (1966) |                       |                                  | Vosselaar         | Cingel 7                     | 51° 18′ 44″ nord, 4° 53′ 18″ est | 12386               | Téléverser                         |
| (nl) Dorpswoning                                                              |                       |                                  | Vosselaar         | Cingel 8                     | 51° 18′ 44″ nord, 4° 53′ 15″ est | 12387               | Téléverser                         |
| (nl) Breemhof, hoeve                                                          |                       |                                  | Vosselaar         | De Breem 1                   | 51° 17′ 46″ nord, 4° 54′ 24″ est | 12389               | Téléverser                         |
| (nl) Hoeve met woonstalhuis                                                   |                       |                                  | Vosselaar         | De Breem 9                   | 51° 17′ 29″ nord, 4° 54′ 29″ est | 12390               | Téléverser                         |
| (nl) Landhuis                                                                 |                       |                                  | Vosselaar         | De Breem 11                  | 51° 17′ 25″ nord, 4° 54′ 35″ est | 12391               | Téléverser                         |
| (nl) Boerenarbeiderswoningen                                                  |                       |                                  | Vosselaar         | Eigenaarsstraat 88           | 51° 18′ 31″ nord, 4° 53′ 31″ est | 12392               | Téléverser                         |
| (nl) Boerenarbeiderswoningen                                                  |                       |                                  | Vosselaar         | Eigenaarsstraat 90           | 51° 18′ 31″ nord, 4° 53′ 31″ est | 12392               | Téléverser                         |
| (nl) Woonhuis Berk en Brem                                                    |                       |                                  | Vosselaar         | Emiel Van Hemeldonckstraat 5 | 51° 18′ 49″ nord, 4° 53′ 00″ est | 12393               | Téléverser                         |
| (nl) Woning Peeters 1977 naar ontwerp van P. Neefs                            |                       |                                  | Vosselaar         | Burgemeester Stroobantlaan 2 | 51° 18′ 17″ nord, 4° 52′ 51″ est | 12394               | Téléverser                         |
| (nl) Jagershof woonstalhuis en karrenhuis                                     |                       |                                  | Vosselaar         | Hoeven 2                     | 51° 18′ 39″ nord, 4° 54′ 03″ est | 12395               | Téléverser                         |
| (nl) Gebouwen                                                                 |                       |                                  | Vosselaar         | Hoeven 10                    | 51° 18′ 37″ nord, 4° 53′ 59″ est | 12396               | Téléverser                         |
| (nl) Gebouwen                                                                 |                       |                                  | Vosselaar         | Hoeven 12                    | 51° 18′ 37″ nord, 4° 53′ 59″ est | 12396               | Téléverser                         |
| (nl) 't Hof, pastorie, dubbelhuis                                             | Oui                   |                                  | Vosselaar         | Hofeinde 136                 | 51° 19′ 22″ nord, 4° 52′ 44″ est | 12397               | Téléverser                         |
| (nl) Landhuis Janssens, woning 1968 Vanhout-Schellekens                       |                       |                                  | Vosselaar         | Jagerslaan 6                 | 51° 18′ 55″ nord, 4° 54′ 22″ est | 12398               | Téléverser                         |
| (nl) Woning Thomas 1973 naar ontwerp van P. Neefs                             |                       |                                  | Vosselaar         | Karel Druytslaan 4           | 51° 18′ 48″ nord, 4° 53′ 54″ est | 12399               | Téléverser                         |
| (nl) Woning Sap, 1972 naar ontwerp van E. Wauters                             |                       |                                  | Vosselaar         | Karel Druytslaan 16          | 51° 18′ 50″ nord, 4° 54′ 08″ est | 12400               | Téléverser                         |
| (nl) Thans Tuindershof, hoeve 1790                                            |                       |                                  | Vosselaar         | Kerkstraat 76                | 51° 18′ 50″ nord, 4° 53′ 39″ est | 12401               | Téléverser                         |
| (nl) Woonstalhuis                                                             |                       |                                  | Vosselaar         | Kruisstraat                  | 51° 18′ 24″ nord, 4° 53′ 21″ est | 12402               | Téléverser                         |
| (nl) Woning Jan Verbeek 1978 naar ontwerp van P. Neefs                        |                       |                                  | Vosselaar         | Oudstrijderslaan 38          | 51° 18′ 20″ nord, 4° 53′ 56″ est | 12403               | Téléverser                         |
| (nl) School en gemeentehuis, ca. 1867 naar ontwerp van J. Van Gastel          |                       |                                  | Vosselaar         | Parklaan 2                   | 51° 18′ 50″ nord, 4° 53′ 16″ est | 12404               | Téléverser                         |
| (nl) Parochiekerk Onze-Lieve-Vrouw                                            | Oui                   |                                  | Vosselaar         | Pastoor Woestenborghslaan    | 51° 18′ 46″ nord, 4° 53′ 14″ est | 12405               | (nl) Parochiekerk Onze-Lieve-Vrouw |
| (nl) Dubbelhuisje                                                             |                       |                                  | Vosselaar         | O.-L.-Vrouwstraat 7          | 51° 18′ 48″ nord, 4° 53′ 13″ est | 12406               | Téléverser                         |
| (nl) Hoeve Het Zwaluwhof                                                      |                       |                                  | Vosselaar         | Rijdtstraat 27               | 51° 18′ 02″ nord, 4° 53′ 25″ est | 12407               | Téléverser                         |
| (nl) Hoeve Het Zwaluwhof                                                      |                       |                                  | Vosselaar         | Rijdtstraat 29               | 51° 18′ 02″ nord, 4° 53′ 25″ est | 12407               | Téléverser                         |
| (nl) Parochiekerk Sint-Jozef-Arbeider                                         | Oui                   |                                  | Vosselaar         | Sint-Jozefstraat             | 51° 18′ 13″ nord, 4° 52′ 53″ est | 12408               | Téléverser                         |
| (nl) Hoeve, woonstalhuis, schuur, karrenhuis                                  |                       |                                  | Vosselaar         | Vogelzanglaan 4              | 51° 18′ 39″ nord, 4° 54′ 08″ est | 12409               | Téléverser                         |
| (nl) Mariapark                                                                |                       |                                  | Vosselaar         | Parklaan                     | 51° 18′ 50″ nord, 4° 53′ 12″ est | 200612              | Téléverser                         |